# Atreo
En la mitología griega, el rey Atreo (en griego Ἀτρεύς Atreús, ‘sin miedo’) de Micenas era el hijo de Pélope e Hipodamía, y el padre de Agamenón y Menelao.  

## Mito
Atreo y su gemelo Tiestes fueron exiliados de Pisa por su padre por haber asesinado a su hermanastro Crisipo en su deseo de alcanzar el trono de Olimpia. Un escolio dice que Atreo y Tiestes se establecieron en un principio en Macisto, en Trifilia. Fueron a refugiarse a Micenas, donde ascendieron al trono en ausencia del rey Euristeo, que estaba luchando con los Heráclidas. Euristeo había dispuesto que su mandato fuera temporal, pero se hizo permanente debido a su muerte en la batalla. 
Atreo juró sacrificar su mejor cordero a Artemisa. Sin embargo, mientras buscaba su rebaño descubrió un cordero dorado que dio a su esposa, Aérope, para esconderlo de la diosa. Ésta se lo dio a su amante y hermano de Atreo, Tiestes, que convenció entonces a Atreo para que aceptara que aquel que tuviese el cordero fuese el rey. Tiestes mostró entonces el cordero y reclamó el trono.
Atreo recuperó el trono siguiendo el consejo que recibió de Hermes. Tiestes aceptó devolver el trono cuando el sol se moviese hacia atrás en el cielo, una hazaña que Zeus llevó a cabo. Atreo recuperó el trono y desterró a Tiestes.

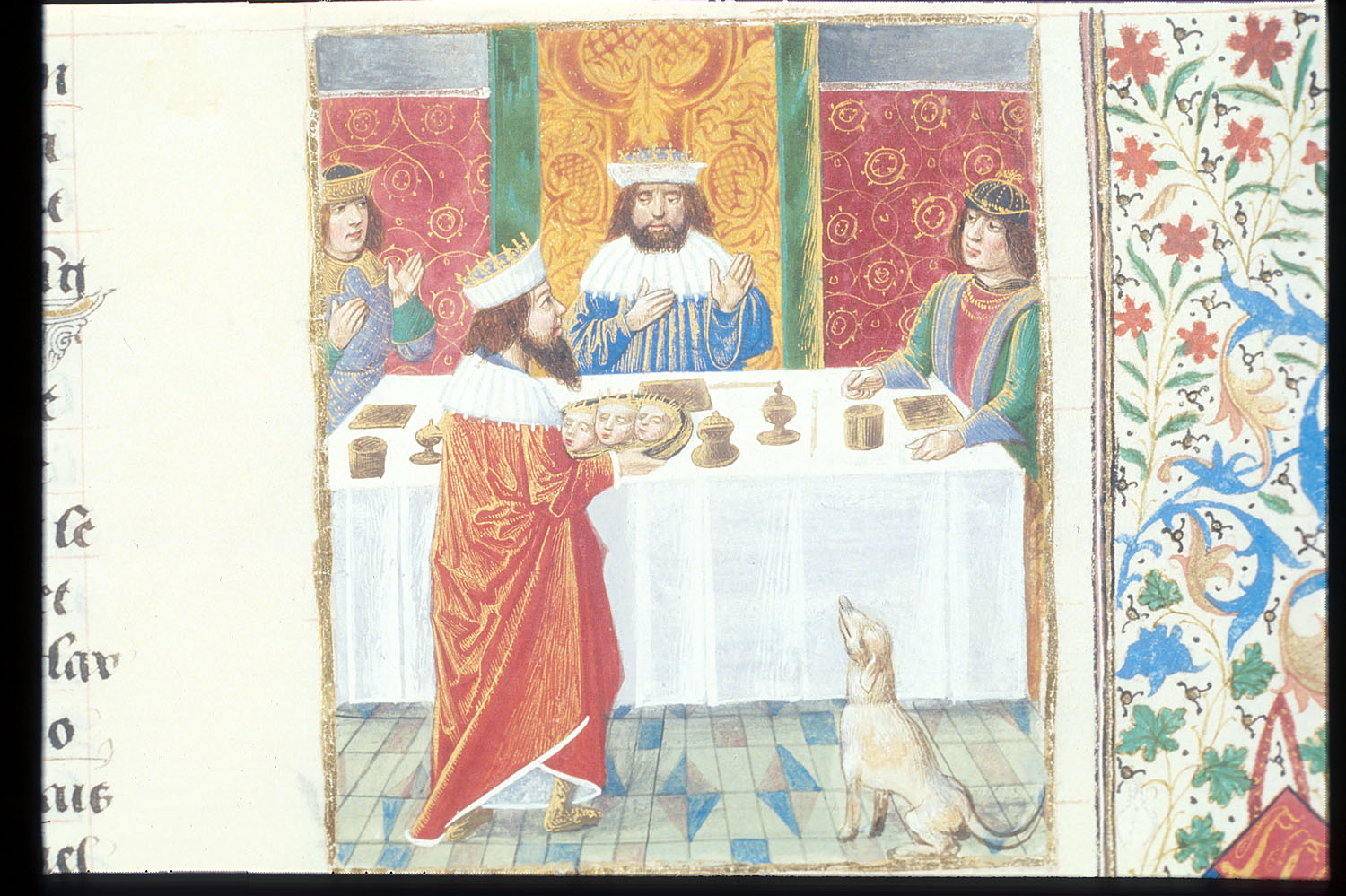
El banquete de Tiestes

Atreo supo entonces del adulterio de Tiestes y Aérope y planeó su venganza. Mató a los hijos de Tiestes (Tántalo y Plístenes, según una tradición, y Áglao, Orcómeno y Calileonte, según otra versión), los hirvió y los sirvió a la mesa. Al terminar la comida, le presentó en otra bandeja las cabezas, pies y manos de sus víctimas, para que se diera cuenta de lo que había comido. Tiestes vomitó horrorizado lo que tenía en el estómago y lanzó una terrible maldición a los descendientes de Atreo.
Entonces un oráculo aconsejó a Tiestes que si tenía un hijo con su propia hija (Pelopia), ese hijo mataría a Atreo. Tiestes así lo hizo y el hijo, Egisto, mató a Atreo. Sin embargo, cuando Egisto nació, fue abandonado por su madre, avergonzada de su acto incestuoso. Un pastor encontró al bebé y se lo dio a Atreo, quien lo crio como su propio hijo. Sólo cuando alcanzó la madurez reveló Tiestes la verdad a Egisto. Egisto mató entonces a Atreo.

### Descendencia
La versión homérica dice que de Atreo y Aérope, hija de Catreo, nacieron dos hijos, Agamenón y Menelao, y también una hija, Anaxibia, que otros refieren como Cindrágora o Astíoque.
La versión hesiódica, en cambio, dice que Plístenes es hijo de Atreo y Cleola, hija de Diante. O bien Plístenes es hijo de Atreo y Aérope. En este caso Atreo es abuelo de Agamenón y sus hermanos.
Según Cicerón los terceros Dioscuros son tres en número, y los llaman algunos Alcón, Melampo y Tmolo, y son hijos de Atreo, el nacido de Pélope.

## Evidencias de la existencia real histórica de Atreo
Existe un texto hitita conocido como La causa contra Maduwata, que describe varios conflictos que tuvieron lugar en Anatolia Occidental entre los estados luvitas, el Imperio Hitita, y una nación denominada Ahhiyawa, que ha sido identificada casi con seguridad con la Grecia del segundo milenio a.c regida por los aqueos de Micenas. El líder de los de Ahhiyawa del que allí se nos habla es un hombre llamado Attarsiya en hitita, denominación que se corresponde filológicamente en gran medida con el griego Atreus, es decir, Atreo.
Por esa razón se ha considerado que aquel hombre podría ser el Atreo de la leyenda, tanto por su nombre como por el hecho de que gobernaba Ahhiyawa y conducía a su pueblo a la guerra.
Pero algunos estudiosos señalan que no necesariamente ha de tratarse de ese personaje en particular; puede ser otra eminencia griega del mismo nombre de la cual la tradición no ha conservado recuerdo alguno.